# Iamblichos von Chalkis

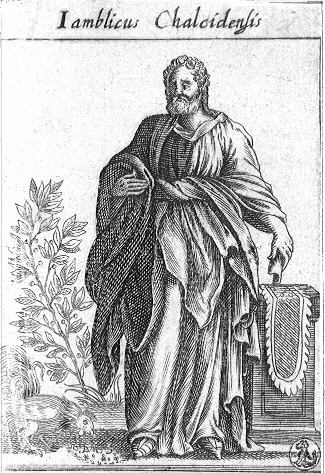

Iamblichos (* um 240/245 in Chalkis; † um 320/325) war ein antiker griechischer Philosoph der neuplatonischen Richtung aus Syrien.

## Leben
Chalcis ad Belum (heute Qinnesrin), die Heimatstadt des Iamblichos, gehörte damals zur Provinz Syria Coele. Der Name Ἰάμβλιχος Iámblichos ist die griechische Form des syrischen und damit aramäischen Namens 𐡉𐡌𐡋𐡊𐡅 Yamlīḵū mit der Bedeutung „Er ist König“ oder „Möge er herrschen“. Der Philosoph stammte aus einer vornehmen und wohlhabenden Familie; nach den Angaben des Philosophen Damaskios handelte es sich um das Geschlecht der Fürsten von Emesa (heute Homs). Sein erster Lehrer hieß Anatolios; dabei handelte es sich nicht – wie früher angenommen wurde – um den in Alexandria lehrenden Aristoteliker Anatolios, der später Bischof von Laodikeia (Latakia) in Syrien wurde, sondern um einen Neuplatoniker. Später schloss sich Iamblichos dem nur wenige Jahre älteren Neuplatoniker Porphyrios an, der ein Schüler Plotins war und in Italien lebte. Iamblichos war zwar ebenfalls Neuplatoniker, übernahm jedoch die Lehre des Porphyrios nicht, sondern entwickelte eigene Ideen und kritisierte die Ansichten des Porphyrios, manchmal mit Schärfe. Er machte sich selbständig und gründete eine eigene Schule in seiner syrischen Heimat, sehr wahrscheinlich in Apameia am Orontes. Dort meinen Archäologen den Sitz seiner Schule gefunden zu haben.
Zu den prominenteren unter Iamblichos’ zahlreichen Schülern gehörten Sopatros von Apameia, der nach dem Tod des Lehrers nach Konstantinopel ging und auf Befehl Kaiser Konstantins des Großen hingerichtet wurde, und Aidesios, der nach dem Tod des Iamblichos die Leitung der Schule übernahm und später in Pergamon lehrte.
Die ausführlichste Quelle für das Leben des Iamblichos ist eine Biographie, die Eunapios von Sardes verfasste. Eunapios stützte sich nach eigenen Angaben auch auf mündliche Überlieferung.
Iamblichos hatte einen Sohn namens Ariston, der eine Schülerin Plotins heiratete.

## Werke

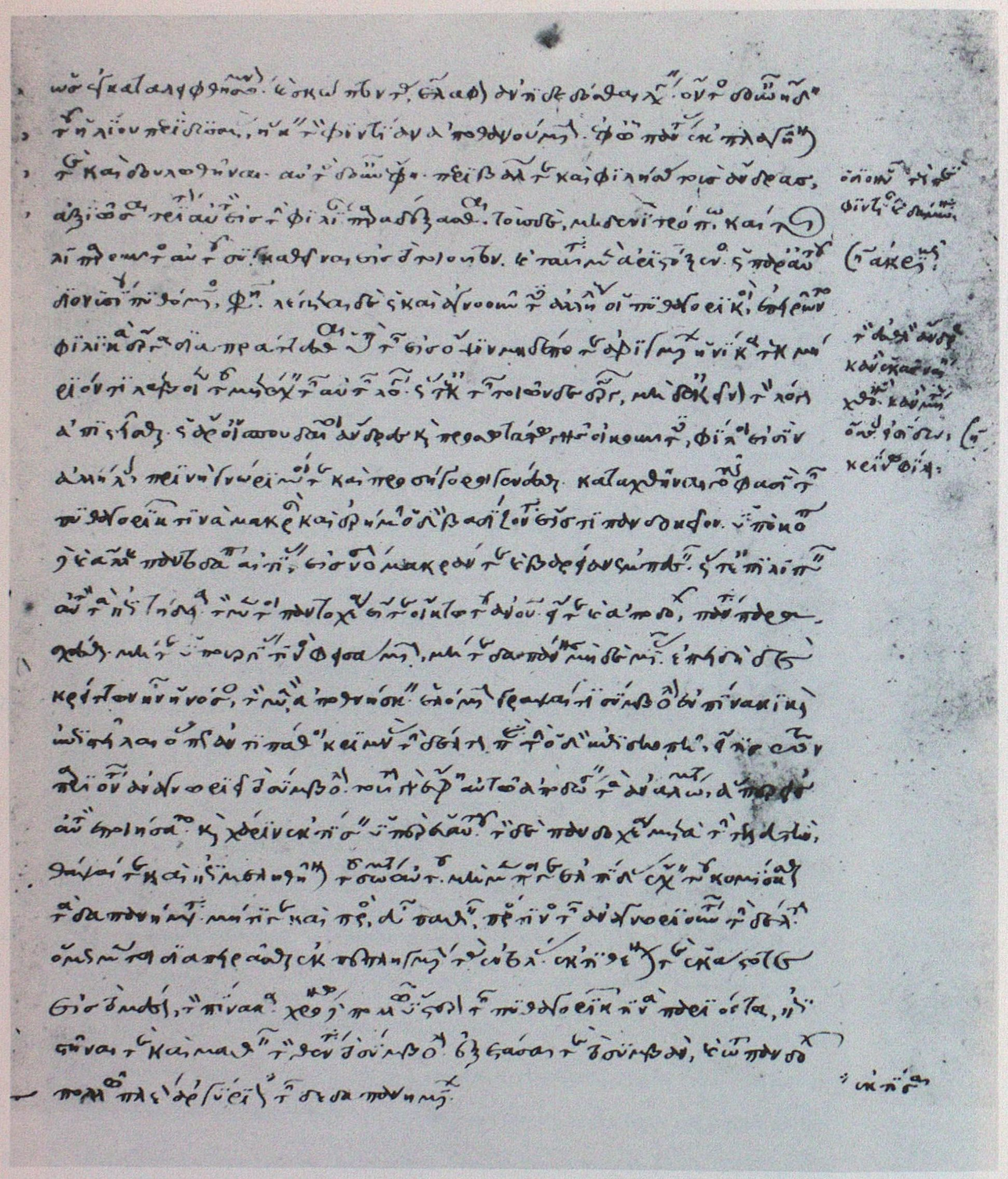
Eine Seite einer Handschrift des Buchs Über das pythagoreische Leben. Florenz, Biblioteca Medicea Laurenziana, Plut. 86.3, fol. 41r (14. Jahrhundert)

Alle Werke des Iamblichos waren in griechischer Sprache abgefasst, sie werden aber oft mit ihren herkömmlichen lateinischen Titeln bezeichnet. Er verfasste eine aus zehn Büchern bestehende Gesamtdarstellung der pythagoreischen Lehre, deren ursprünglicher Titel nicht bekannt ist. Das erste Buch, Über das pythagoreische Leben, schildert anhand der Biographie des Pythagoras von Samos die Tugenden der Pythagoreer und ein pythagoreisches Erziehungskonzept sowie die Legende von Pythagoras in der Schmiede. Das zweite Buch, Protreptikos (Aufruf) zur Philosophie, führt zunächst generell in die Philosophie ein und behandelt dann die spezifisch pythagoreische Methode. Das dritte Buch, Die Wissenschaft der Mathematik im Allgemeinen, beschreibt den philosophischen Sinn und Nutzen des Studiums der auf Mathematik basierenden Unterrichtsfächer. Das vierte Buch, Zur Arithmetikeinführung des Nikomachos, erläutert die Einleitung in die Arithmetik des Nikomachos von Gerasa. Die verlorenen Bücher 5, 6 und 7 behandelten die Rolle der pythagoreischen Zahlenlehre in der Physik, in der Ethik und in der Theologie; aus ihnen sind Auszüge erhalten, die der byzantinische Gelehrte Michael Psellos im 11. Jahrhundert anfertigte. Die ebenfalls verlorenen Bücher 8, 9 und 10 stellten die übrigen Lehrfächer dar (Geometrie, Musik, Astronomie). Iamblichos übernahm eine Fülle von Material wörtlich aus älterem Schrifttum, und die Unachtsamkeit, mit der er bei der Aneinanderreihung dieser Textstücke verfuhr, ist von modernen Kritikern scharf getadelt worden. Es ist jedoch zu beachten, dass diese Schriften wohl nicht zur Veröffentlichung bestimmt waren, sondern für den internen Gebrauch in der Schule des Iamblichos (im Sinne von Vorlesungsmanuskripten).
Erhalten ist die Schrift Über die Mysterien der Ägypter (der Titel ist nicht authentisch, sondern stammt von dem Humanisten Marsilio Ficino). Darin antwortet Iamblichos unter dem Pseudonym „Abammon“ auf eine kritische Anfrage des Porphyrios, welche die Möglichkeit betrifft, durch Kulthandlungen mit dem göttlichen Bereich in Verbindung zu treten. Iamblichos schrieb auch einen Kommentar zu den pythagoreischen Goldenen Versen; das Originalwerk ist verloren, doch scheint ein erhaltener arabischer Text eine Zusammenfassung davon zu sein. Alle übrigen Werke des Iamblichos sind nicht bzw. nur in Fragmenten erhalten. Es handelt sich u. a. um Kommentare zu Schriften Platons und des Aristoteles, eine Abhandlung Über die Seele und eine Über die Götter sowie Briefe.
Die früher Iamblichos zugeschriebene Schrift Theologumena arithmeticae (Zahlentheologie) hat sich als unecht erwiesen.
Zur Ausbildung der Fachterminologie des späten Neuplatonismus hat Iamblichos wesentlich beigetragen. Seinen Stil kritisierte schon sein Biograph Eunapios als ungefällig und für den Leser abschreckend. Streckenweise erschwert seine Neigung zu langen, unübersichtlichen Sätzen die Lektüre. Er war aber offenbar am sprachlichen Aspekt der Wissensvermittlung interessiert, denn er schrieb einen Traktat Über die Beurteilung der besten Ausdrucksweise.

## Lehre
Iamblichos war sowohl Neuplatoniker als auch Neupythagoreer. Er teilte die schon im 2. Jahrhundert n. Chr. von dem Platoniker Numenios vertretene, später bei Neuplatonikern und Neupythagoreern verbreitete Überzeugung, dass zwischen den Lehren des Pythagoras und denen Platons inhaltlich kein Unterschied bestehe, und meinte, dass die pythagoreisch-platonische Philosophie die Wahrheit schlechthin ausdrücke. Er ging sowohl von Plotins Emanationskonzept als auch von der neupythagoreischen Zahlenlehre des Nikomachos von Gerasa und den „Chaldäischen Orakeln“ aus. Den Orakeln unterstellte er ebenfalls völlige Übereinstimmung mit der ursprünglichen Lehre des Pythagoras. Pythagoras sah er als einen Erlöser, der in die materielle Welt hinabgestiegen sei, um den Menschen das heilbringende Gut der Philosophie darzureichen.
Iamblichos erweiterte Plotins Lehre vom Einen, dem ersten Prinzip, indem er das Eine verdoppelte, denn er hielt es für nötig, zwischen dem absolut transzendenten Einen, das in sich ruht und von dem nichts ausgehen kann, und dem Einen als aktivem, schöpferischem erstem Prinzip zu unterscheiden. In der Hierarchie unterhalb des Einen, aber oberhalb des Nous schaltete er die Zweiheit „Begrenzung“ (péras) und „das Unbegrenzte“ (to ápeiron) ein und nahm überdies ein „seiendes Eines“ an, das der Aiōn, die Ewigkeit, ist. Der Aiōn stellt die Verbindung zum darunter befindlichen Nous (der intelligiblen Welt) her und ist für sie das „Maß“. Der Nous wird bei Iamblichos ebenfalls ausdifferenziert. Er ist die Welt des Demiurgen, des Schöpfergotts, der die darunter befindliche Seelenwelt und die sinnlich wahrnehmbare Welt hervorbringt, wobei die „transzendente Zeit“ das Bindeglied und für die unteren Welten das „Maß“ ist. Hinsichtlich der menschlichen Seele verwarf Iamblichos die Auffassung Plotins, der für den obersten Seelenteil eine ständige Gemeinschaft mit dem göttlichen Bereich angenommen hatte, und begründete das damit, dass die Menschen in diesem Fall alle unablässig glücklich wären. Auch im Bereich der Seelen differenzierte er und nahm naturgegebene Abstufungen an. Er ging von einem essentiellen Unterschied zwischen den Seelen der Götter, der Dämonen, der Heroen, der Menschen und der Tiere aus. Daher bestritt er, dass menschliche Seelen sich in Tierkörpern inkarnieren können, was Plotins Meinung war. Die platonische Lehre von der Unsterblichkeit der Seele bezog sich bei ihm auch auf den irrationalen Seelenbereich, den spätere Neuplatoniker wie Hierokles von Alexandria als vergänglich betrachteten.
Das Konzept der Theurgie (kultisches Handeln, wodurch sich der Mensch göttlichem Einfluss öffnet) war eine Neuerung, die Iamblichos in den Neuplatonismus einführte, und eines seiner Hauptanliegen. Während Plotin die Erlösung der Seele aus ihrer Not in der materiellen Welt durch geistiges Erkenntnisstreben empfahl, führte Iamblichos zusätzlich symbolisch-rituelle Kulthandlungen ein, mit denen sich der Mensch dem göttlichen Bereich nähern könne. Dieser theurgische Heilsweg wurde nach seiner Ansicht durch ein Entgegenkommen der Götter ermöglicht, die dem Menschen die Theurgie schenkten. Gemeint war also nicht ein Versuch des Menschen, mit magischen Mitteln seine Erlösung zu erzwingen. Eine Erlösung der menschlichen Seele aus eigener Kraft, nur durch ihre eigene Tugend und Weisheit hielt Iamblichos für unmöglich; daher war Theurgie aus seiner Sicht unbedingt erforderlich.
Im Gegensatz zum dualistischen Denken, das im Platonismus besonders Numenios vertreten hatte, tritt Iamblichos für eine streng monistische Weltdeutung ein. Für ihn ist die Materie nicht wie für Numenios ein eigenständiges ungöttliches Prinzip und als solches Quelle des Übels oder der Mängel. Er unterscheidet auch nicht wie Plotin fundamental zwischen einer positiv bewerteten intelligiblen Materie und der physischen, sinnlich wahrnehmbaren Materie als Ursache der Übel. Vielmehr geht er von einer göttlichen Ordnung aus, die den gesamten Kosmos von der höchsten bis zur niedrigsten Ebene durchgängig strukturiert. Daher nimmt er eine Kontinuität zwischen der geistigen Welt und den vergänglichen Sinnesobjekten und damit zwischen intelligibler und physischer Materie an, die sich aus dem göttlichen Ursprung beider ergibt. Die Übel betrachtet er als akzidentelle, naturwidrige Abweichungen von dieser Ordnung, die auf den beiden niedrigsten Daseinsebenen auftreten. Zwar hält er wie die anderen Neuplatoniker die Materie für ein Hindernis, das die inkarnierte Seele verunreinigt und ihre Bemühungen hemmt, doch führt er dies nicht auf eine Schlechtigkeit der Materie selbst zurück, sondern auf eine falsche Einstellung der Seele zur materiellen Welt, in der sie lebt. Diese Einstellung zu ändern ist das Ziel seiner Theurgie, welche die Seele vergöttlichen soll, während sie sich weiterhin im Körper aufhält.

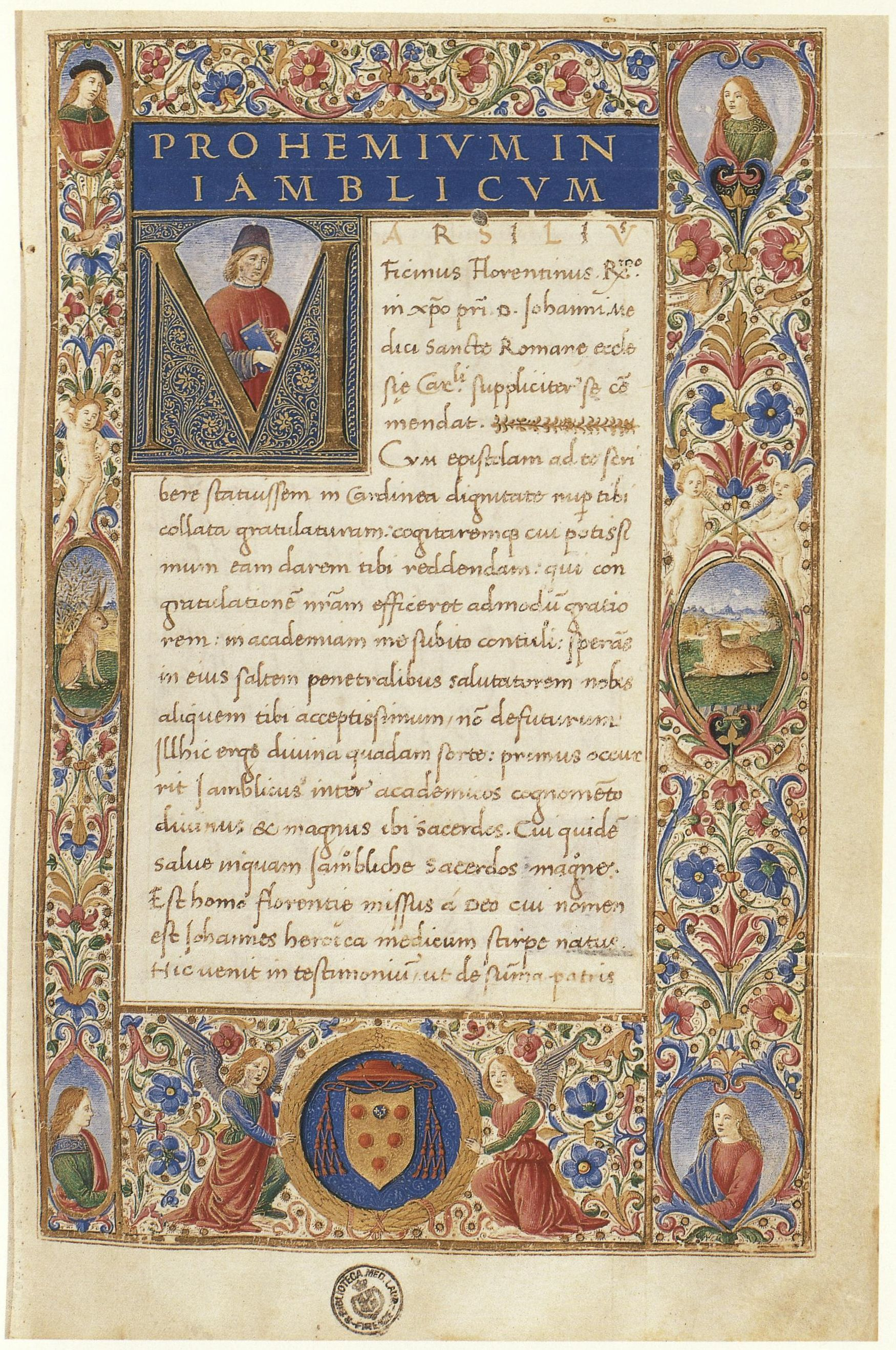
Die Vorrede Marsilio Ficinos zu seiner lateinischen Übersetzung der Schrift Über die Mysterien der Ägypter in der 1491 geschriebenen, für Kardinal Giovanni de’ Medici, den späteren Papst Leo X., bestimmten Handschrift Florenz, Biblioteca Medicea Laurenziana, Strozzi 97, fol. 1r

## Rezeption
Die Theologie des Iamblichos ermöglichte den Einbau der traditionellen Götterkulte in das religiös-philosophische Weltbild des Neuplatonismus. Damit bot sie dem Kaiser Julian, der Iamblichos verehrte, eine Basis für seinen Versuch, die nichtchristliche Religion zu erneuern.
Iamblichos beeinflusste die späteren Neuplatoniker Syrianos, Proklos und Damaskios. Proklos zitierte häufig Iamblichos’ Kommentar zu Platons Dialog Timaios. Noch im frühen 6. Jahrhundert standen die Kommentare des Iamblichos den letzten Angehörigen der Platonischen Akademie in Athen zur Verfügung. Im lateinischsprachigen Westen hingegen wurde er kaum beachtet.
In der Renaissance fertigte der Humanist Marsilio Ficino, der Iamblichos schätzte, 1497 die erste lateinische Übersetzung der Schrift Über die Mysterien der Ägypter an.

## Textausgaben und Übersetzungen
Über das pythagoreische Leben
- Michael von Albrecht u. a. (Hrsg.): Jamblich: Pythagoras. Legende – Lehre – Lebensgestaltung. Wissenschaftliche Buchgesellschaft, Darmstadt 2002, ISBN 3-534-14945-9 (griechischer Text und deutsche Übersetzung von Über das pythagoreische Leben mit interpretierenden Essays)

Protreptikos
- Édouard des Places (Hrsg.): Jamblique: Protreptique. Les Belles Lettres, Paris 1989, ISBN 2-251-00397-5 (kritische Ausgabe mit französischer Übersetzung)
- Otto Schönberger (Übersetzer): Iamblichos: Aufruf zur Philosophie. Königshausen + Neumann, Würzburg 1984, ISBN 3-88479-143-5 (nur Übersetzung)

Philosophie der Mathematik
- Nicola Festa, Ulrich Klein (Hrsg.): Iamblichi de communi mathematica scientia liber. Teubner, Stuttgart 1975, ISBN 3-519-01443-2 (kritische Ausgabe)
- Ermenegildo Pistelli, Ulrich Klein (Hrsg.): Iamblichi in Nicomachi arithmeticam introductionem liber. Teubner, Stuttgart 1975, ISBN 3-519-01444-0 (kritische Ausgabe)
- Eberhard Knobloch, Otto Schönberger (Hrsg.): Iamblichos von Chalkis in Koilesyrien: Über die Einführung des Nikomachos in die Arithmetik. Leidorf, Rahden 2012, ISBN 978-3-86757-184-5 (Übersetzung mit dem griechischen Text nach der Ausgabe von Pistelli und Klein ohne den kritischen Apparat)

Über die Mysterien der Ägypter
- Henri Dominique Saffrey, Alain-Philippe Segonds (Hrsg.): Jamblique: Réponse à Porphyre (De mysteriis). Les Belles Lettres, Paris 2013, ISBN 978-2-251-00580-5 (kritische Ausgabe mit französischer Übersetzung)
- Emma C. Clarke, John M. Dillon, Jackson P. Hershbell (Hrsg.): Iamblichus: De mysteriis. Brill, Leiden 2004, ISBN 90-04-12720-8 (kritische Ausgabe – Edition von Édouard des Places – mit englischer Übersetzung)
- Theodor Hopfner (Übersetzer): Jamblichus: Über die Geheimlehren. Olms, Hildesheim 1987 (Nachdruck der Ausgabe Leipzig 1922), ISBN 3-487-07947-X (nur Übersetzung)

Briefe
- Daniela Patrizia Taormina, Rosa Maria Piccione (Hrsg.): Giamblico: I frammenti dalle epistole. Bibliopolis, Napoli 2010, ISBN 978-88-7088-600-9 (griechischer Text, italienische Übersetzung, Kommentar)
- John M. Dillon, Wolfgang Polleichtner (Hrsg.): Iamblichus of Chalkis: The Letters. Society of Biblical Literature, Atlanta 2009, ISBN 978-1-58983-161-2 (griechischer Text, englische Übersetzung, Kommentar)

Sonstige Werke
- John F. Finamore, John M. Dillon (Hrsg.): Iamblichus: De anima. Brill, Leiden 2002, ISBN 90-04-12510-8 (kritische Ausgabe mit englischer Übersetzung und Kommentar)
- John M. Dillon (Hrsg.): Iamblichi Chalcidensis in Platonis dialogos commentariorum fragmenta. Brill, Leiden 1973, ISBN 90-04-03578-8 (kritische Ausgabe der Fragmente der Platon-Kommentare mit englischer Übersetzung und Kommentar des Herausgebers)
- Hans Daiber (Hrsg.): Neuplatonische Pythagorica in arabischem Gewande. North-Holland, Amsterdam 1995, ISBN 0-444-85784-2 (Text eines in arabischer Sprache erhaltenen Kommentars zu den Goldenen Versen, wohl Zusammenfassung von Iamblichos’ verlorenem Werk, mit deutscher Übersetzung)

Theologumena arithmeticae (unecht)
- Vittorio De Falco, Ulrich Klein (Hrsg.): (Iamblichi) theologumena arithmeticae. Teubner, Stuttgart 1975, ISBN 3-519-01446-7 (kritische Ausgabe)
- Robin Waterfield (Übersetzer): The Theology of Arithmetic. On the Mystical, Mathematical and Cosmological Symbolism of the First Ten Numbers. Attributed to Iamblichus. Phanes Press, Grand Rapids (Michigan) 1988, ISBN 0-933999-71-2 (englische Übersetzung)
- Christiane Brodersen, Kai Brodersen: Anatolios / Iamblichos / Photios: Zahlentheologie (= Opuscula 16). KDV, Speyer 2024, ISBN 978-3-939526-63-6.(zweisprachige Ausgabe griechisch-deutsch)